# Manuela Ballester Vilaseca
Manuela Ballester Vilaseca (València, 17 de novembre de 1908 - Berlín, 7 de novembre de 1994) va ser una artista pertanyent a la Generació Valenciana dels Trenta. És coneguda per les seues facetes de pintora, il·lustradora, cartellista, escriptora, editora i poeta; així com per la seua activa militància política en el Partit Comunista d'Espanya. També va formar part de l'Agrupació de Dones Antifeixistes i va ser membre de la UEAP (Unió d'Escriptors i Artistes Proletaris) i de l'Aliança d'Intel·lectuals Antifeixistes en Defensa de la Cultura.
La seua obra es troba dispersa i descatalogada.

## Ressenya biogràfica

### Infància
Manuela Ballester va nàixer el 17 de novembre de 1908 a València. El seu pare va ser Antonio Ballester Aparicio, escultor imatger i professor de l'Acadèmia de Belles Arts de Sant Carles. La seua mare va ser Rosa Vilaseca Oliver, modista. Diversos dels seus germans també van destacar en les disciplines artístiques, com Tonico Ballester (escultura) i les seues germanes Josefina i Rosita (gravat).

### Formació
El 1922, amb tan sols catorze anys, ingressa en l'Escola de Belles Arts de Sant Carles de València, matriculant-se en l'especialitat de pintura. Durant els seus estudis va estudiar pintura, dibuix i gravat, i també va obtindre un premi de retrat. Amb la quantia econòmica, i fent cas dels consells paterns, va fer un viatge a Madrid. En el Museu del Prado, Manuela va entrar en contacte amb les obres dels grans pintors, destacant Velázquez, a qui ella sempre va considerar el seu mestre del retrat. El 1928 es gradua en l'Acadèmia concloent així la seua etapa formativa.

### Primers treballs
Després de la seua graduació a l'Acadèmia de Belles Arts de Sant Carles, Manuela Ballester va començar la seua carrera professional realitzant diversos treballs de disseny de figurins de moda per a les revistes Crónica i El Hogar y la Moda, editades a Madrid i València respectivament.
El 1929 comença també a col·laborar amb treballs gràfics en la revista valenciana Estudis. Aquestes col·laboracions es perllonguen fins a 1937. Estudis es va publicar per primera vegada a València el 1922 i va ser una revista orientada intel·lectualment cap a l'anarquisme. En la seua part gràfica van tindre una importància decisiva Manuel Monleón i Josep Renau.
El 20 d'octubre de 1929 es publica com a portada de la revista Blanco y Negro un cartell dissenyat per Manuela Ballester i presentat al concurs convocat per aquesta revista.

### Primeres exposicions
El 1929 Manuela Ballester participa en l'Exposició d'Art de Llevant. En el mes de març de 1931 participa en l'exposició col·lectiva de l'avantguarda valenciana en l'Agrupació Valencianista Republicana al costat del seu germà Tonico Ballester i al seu futur espòs Josep Renau. Altres participants en aquesta exposició, i molts d'ells futurs integrants de la UEAP (Unió d'Escriptors i Artistes Proletaris), van ser: Francisco Carreño, José Savina, I. Cuñat, Jiménez Cotanda, Enric Climent, Rafael Estellés, V. Beltrán, Rafael Pérez Contel, Francisco Badía, Ricard Roso i Salvador Vivó.
El 1932 Manuela pren part en la Manifestació d'Art Noucentista, organitzada per Manuel Abril en l'Ateneu Mercantil de València. També van ser participants destacats Enric Climent, Genaro Lahuerta, Pedro Sánchez i alguns integrants de la Societat d'Artistes Ibèrics (SAI). Va dirigir la publicació feminista Pasionaria.

### Il·lustració de llibres
Un camp en el qual Manuela Ballester va participar i va destacar àmpliament va ser la il·lustració de revistes i llibres. En els seus començaments artístics va il·lustrar, principalment, diversos llibres de contes destinats al públic infantil. I anys més tard, durant la seua etapa en l'exili mexicà, les seues il·lustracions van enriquir les obres dels escriptors que també van compartir l'exili i l'enyorança per la pàtria i els ideals polítics perduts.
Entre les obres il·lustrades per Manuela destaquen aquestes:
- El 1930 Manuela Ballester es va alçar amb el primer premi de portades convocat per l'Editorial Cenit per a l'edició espanyola de la novel·la Babbitt, del guanyador del Premi Nobel de Literatura (1930) Sinclair Lewis.
- El 1931 va realitzar la portada i les il·lustracions interiors del conte El castell de la veritat, d'Herminia zur Mühlen, publicat també per l'Editorial Cenit.
- El 1934 va il·lustrar el conte La perla que nasqué en lo fang, de Lleó Agulló Puchau, llibre premiat en els LIV Jocs Florals de Lo Rat-Penat.
- Ja durant el seu exili a Mèxic els seus dibuixos van il·lustrar l'edició de La Dama de las camelias, d'Alexandre Dumas, publicada per l'editorial Llegenda el 1944.

### Família

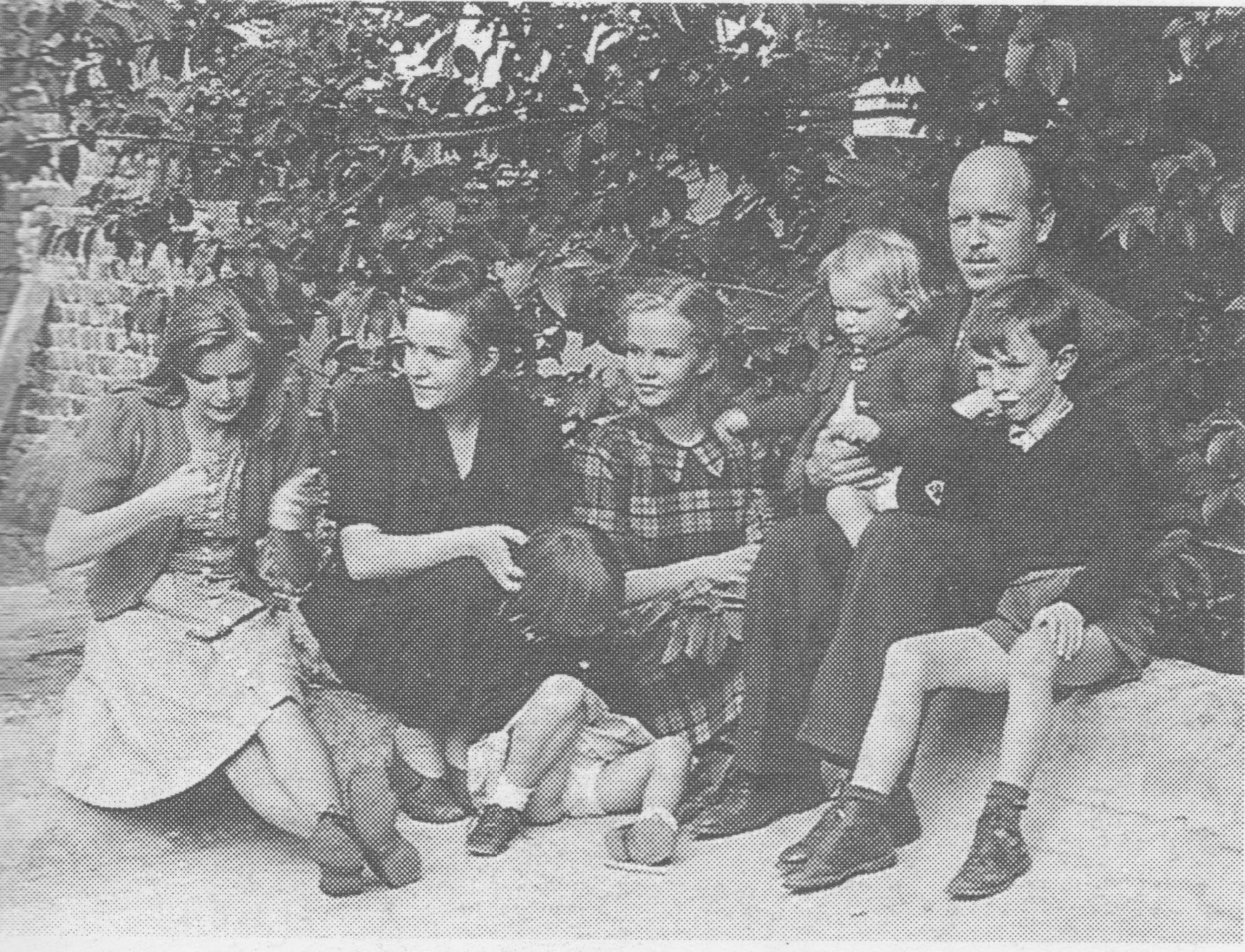
Manuela Ballester amb el seu marit Josep Renau, les germanes Rosa i Fina i els seus tres fills majors en Mèxic, 1941.

El setembre del 1932 Manuela Ballester contreu matrimoni amb Josep Renau, a qui havia conegut durant els estudis de tots dos a l'Acadèmia de Belles Arts de València.
El matrimoni va tindre cinc fills:
- Ruy (nascut a València el 17 de maig de 1934).
- Julia (nascuda a València el 23 de març de 1937).
- Álvaro Totli (nascut a Mèxic D.F. al juny de 1940).
- Teresa (nascuda a Mèxic D.F. el 1943).
- Pablo (nascut a Mèxic D.F. al desembre de 1946).

Els primers anys de la família Renau-Ballester van transcórrer a València. No obstant això, després de l'esclat de la Guerra Civil es traslladen a Barcelona. Des d'allí, i una vegada acabada la contesa, Manuela escapa cap a França creuant a peu els Pirineus en companyia de la seua mare, les seues germanes Rosa i Fina (Josefina) i els seus fills Ruy i Julia. Una vegada en sòl francès passaran uns mesos internats en el camp de refugiats d'Argelers-sur-Mer.
Gràcies a una expedició organitzada per la Junta de Cultura Espanyola, Manuela Ballester, el seu espòs, els seus fills, la seua mare i germanes es dirigeixen a Mèxic a bord del vapor holandès Veendamm II des del port de Saint-Nazare fins a Nova York. Des d'allí i fins a la frontera mexicana realitzen el trajecte en un autobús de la línia Grey Hound. Allà ajudaria el seu marit amb la realització dels cartells de cinema pels quals és tan conegut.
L'agost de 1959, Manuela es va traslladar a Berlín, la relació amb Renau no marxava bé i es van separar el 1962.
Al 1979 intentà tornar-se a instal·lar a València, on feu algunes exposicions al 1980 i 1982. Però econòmicament no li va anar prou bé i va tornar a Berlín definitivament.

### Articles, llibres i treballs gràfics
- Blanco y Negro, Madrid, 20-10-1929, p. 1, portada de Manuela Ballester[6]
- AGULLO PUCHAU, Lleó, La perla que nasqué en lo fang, València, Impremta Josep Melià, 1934, Portada i il·lustracions interiors de Manuela Ballester
- ALMELA I VIVES, Francesc, La novela d'una novela, València, Nostra Novel·la, 1930, Il·lustracions de Manuela Ballester
- BALLESTER VILASECA, Manuela, “César M. Arconada. Reparto de tierras (Crítica de libros)”, en Nueva Cultura, València, Anyo I, núm. 3, març de 1935, p. 4
- BALLESTER VILASECA, Manuela, “Mujeres intelectuales (Notas)”, en Nueva Cultura, València, Any I, núm. 5, juny-juliol de 1935, p. 15
- BALLESTER VILASECA, Manuela, “Pla y Beltrán: Voz de la tierra (Crítica de libros)”, en Nueva Cultura, València, Any I, núm. 6, agost-setembre de 1935, p. 15
- "El viejo inspector de la vida: cuento soviético", Traducció de Josep Renau, Dibuixos de Manuela Ballester, en Nueva Cultura, València, núm. 9, desembre de 1935, pp. 10–12
- BALLESTER VILASECA, Manuela (ed.), Pasionaria, València, núm. 1, 1937
- BALLESTER VILASECA, Manuela, “La escultora Luisa Roldán”, en Mujeres Españolas, México D.F., octubre 1954, p. 11
- BALLESTER VILASECA, Manuela, “México, colores, contrastes y costumbres”, en Mujeres del Mundo Entero, Berlín (RDA), núm. 2, 1961, p. 23
- BALLESTER VILASECA, Manuela, Cosas, México, 1981
- DUMAS, Alejandro, La Dama de las camelias, México, Editorial Leyenda, Obas maestras de la literatura amorosa, 1944, Traducció d'Enrique Díez-Canedo, Il·lustracions de MANUELA BALLESTER
- GARCÍA GARCÍA, Manuel, “Manuela Ballester. Encuentro con la pintora exiliada valenciana”, en Cartelera Turia, València, núm. 840, 10-16 març de 1980, Portada amb dibuix de MANUELA BALLESTER
- LEWIS, Sinclair, Babbitt, Madrid, Editorial Cénit S.A., 1930, trad. de l'anglés i pròleg de José Robles Pazos, portada de MANUELA BALLESTER
- MÜHLEN, Herminia zur, El castillo de la verdad, Madrid, Editorial Cénit S.A., 1931, Colección Cuentos Cénit para niños, trad. d'Eloy Benítez, portada i il·lustracions de MANUELA BALLESTER

### Entrevistes i articles
- AGRAMUNT LACRUZ, Francisco, Un arte valenciano en América: exiliados y emigrados, Valencia, Generalitat Valenciana, Consell Valencià de Cultura, 1992
- AGRAMUNT LACRUZ, Francisco, Diccionario de Artistas Valencianos del siglo XX, Tomo I (A-E), València, Albatros, 1999, pp. 170–173
- AGUADO, Ana, “Les dones valencianes en la guerra civil (1936-1939)” en GARCÍA, Manuel (ed.), Homenatge a Manuela Ballester, Generalitat Valenciana, Conselleria de Treball i Assumptes Socials, Direcció General de la Dona, València, 1996, pp. 23–35
- AGUILERA CERNI, Vicente (dir.), Historia del arte valenciano, 7 vol., Valencia, Biblioteca Valenciana, Consorci d'Editors Valencians, 1986-1988
- BELLÓN, F., “Manuela Ballester, la pintora en la sombra”, en Posdata, Suplemento Cultural de Levante-El Mercantil Valenciano, Valencia, 03-X-2008, pp. 1-2
- BONED COLERA, Ana, “Creativas en el exilio mexicano. Apuntes biográficos y artísticos de Elvira Gascón, Remedios Varo y Manuela Ballester”, en Revista Creatividad y Sociedad, Madrid, núm. 15, novembre 2010
- FUENTE, Mercedes de la, Valencianas célebres y no tanto (s. XIII-XXI), Valencia, Generalitat Valenciana, 2009, pp. 173–179
- GARCÍA GARCÍA, Manuel, “Manuela Ballester. Encuentro con la pintora exiliada valenciana”, en Cartelera Turia, Valencia, núm. 840, 10-16 març de 1980
- GARCÍA GARCÍA, Manuel, “Manuela Ballester: Salí de España a pie, con mis hijos, por los Pirineos”, en Hoja del Lunes, València, 20-III-1989, p. 74
- GARCÍA GARCÍA, Manuel (ed.), Homenatge a Manuela Ballester, València, Direcció General de la Dona, 1996
- GARCÍA GARCÍA, Manuel, Memorias de posguerra. Diálogos con la cultura del exilio (1939 – 1975), Valencia, Publicacions de la Universitat de València, 2014, pp. 154–165
- NÚÑEZ DÍAZ, C., “Manuela Ballester. Una artista valenciana injustament oblidada”, en Debatabat.cat, 01-1-2008
- PRATS RIVELLES, Rafael, Mujeres que fueron por delante = Dones que van anar al davant, València, Consorci de Museus de la Comunitat Valenciana, 1998
- RIBES, Giovanna (guión y realización), Manuela Ballester: El llanto airado, produït per Tarannà Films, Giovanna Ribes, CB i Tatzen, amb el patrocini de Dones en Art i CAM, 2008 (documental)
- RODRIGO, Antonina, “Artistas exiliadas en México. Manuela Ballester, Elvira Gascón y María Teresa Toral”, en GONZÁLEZ MADRID, María José i RIUS GATELL, Rosa (editores), Remedios Varo: Caminos del conocimiento, la creación y el exilio, Madrid, Eutelequia, 2013, pp. 180–202
- VENTURA MELIÀ, R., “Entrevista. Manuela Ballester. Viuda de Renau: Queremos que su obra esté en Valencia”, en Levante-El Mercantil Valenciano, València, 21-XII-1986, pp. 3–5
- VIDAL CORELLA, V., “Las mujeres antifascistas de Valencia editan una revista femenina, a la que han dado el título de Pasionaria”, en Crónica, Madrid, Any IX, núm. 382, 7 de març de 1937, p. 9.